# Знаки почтовой оплаты СССР (1964)
Зна́ки почто́вой опла́ты СССР (1964) — перечень (каталог) знаков почтовой оплаты (почтовых марок), введённых в обращение дирекцией по изданию и экспедированию знаков почтовой оплаты Министерства связи СССР в 1964 году.

## Список коммеморативных (памятных) марок
Порядок следования элементов в таблице соответствует номеру по каталогу марок СССР (ЦФА), в скобках приведены номера по каталогу «Михель».
| № по каталогу                          | Изображение | Описание и источники | Номинал   | Дата выпуска          | Тираж     | Художник        |
| -------------------------------------- | ----------- | --- | --------- | --------------------- | --------- | --------------- |
| (ЦФА [АО «Марка»] № 2972) (Mi #2866 B) |             | Серия «IX зимние Олимпийские игры в Инсбруке (Австрия)»: - Конькобежный спорт.                                                                         | 0,02 руб. | 29 января 1964 года   | 500 000   | П. Бендель      |
| (ЦФА [АО «Марка»] № 2973) (Mi #2867 B) |             | Серия «IX зимние Олимпийские игры в Инсбруке (Австрия)»: - Лыжные гонки.                                                                               | 0,04 руб. | 29 января 1964 года   | 500 000   | П. Бендель      |
| (ЦФА [АО «Марка»] № 2974) (Mi #2868 B) |             | Серия «IX зимние Олимпийские игры в Инсбруке (Австрия)»: - Эмблема Игр.                                                                                | 0,06 руб. | 29 января 1964 года   | 500 000   | Е. Галицкий     |
| (ЦФА [АО «Марка»] № 2975) (Mi #2869 B) |             | Серия «IX зимние Олимпийские игры в Инсбруке (Австрия)»: - Биатлон.                                                                                    | 0,10 руб. | 29 января 1964 года   | 500 000   | П. Бендель      |
| (ЦФА [АО «Марка»] № 2976) (Mi #2870 B) |             | Серия «IX зимние Олимпийские игры в Инсбруке (Австрия)»: - Фигурное катание.                                                                           | 0,12 руб. | 29 января 1964 года   | 500 000   | П. Бендель      |
| (ЦФА [АО «Марка»] № 2977) (Mi #2866 A) |             | Серия «IX зимние Олимпийские игры в Инсбруке (Австрия)»: - Конькобежный спорт.                                                                         | 0,02 руб. | 4 февраля 1964 года   | 6 500 000 | П. Бендель      |
| (ЦФА [АО «Марка»] № 2978) (Mi #2867 A) |             | Серия «IX зимние Олимпийские игры в Инсбруке (Австрия)»: - Лыжные гонки.                                                                               | 0,04 руб. | 4 февраля 1964 года   | 5 000 000 | П. Бендель      |
| (ЦФА [АО «Марка»] № 2979) (Mi #2868 A) |             | Серия «IX зимние Олимпийские игры в Инсбруке (Австрия)»: - Эмблема Игр.                                                                                | 0,06 руб. | 4 февраля 1964 года   | 4 500 000 | Е. Галицкий     |
| (ЦФА [АО «Марка»] № 2980) (Mi #2869 A) |             | Серия «IX зимние Олимпийские игры в Инсбруке (Австрия)»: - Биатлон.                                                                                    | 0,10 руб. | 4 февраля 1964 года   | 4 500 000 | П. Бендель      |
| (ЦФА [АО «Марка»] № 2981) (Mi #2870 A) |             | Серия «IX зимние Олимпийские игры в Инсбруке (Австрия)»: - Фигурное катание.                                                                           | 0,12 руб. | 4 февраля 1964 года   | 3 000 000 | П. Бендель      |
| (ЦФА [АО «Марка»] № 2982) (Mi #2887)   |             | Серия «Победы советских спортсменов на IX зимних Олимпийских играх»: - «Конькобежный спорт» с надпечаткой.                                             | 0,02 руб. | 9 марта 1964 года     | 1 000 000 | П. Бендель      |
| (ЦФА [АО «Марка»] № 2983) (Mi #2892)   |             | Серия «Победы советских спортсменов на IX зимних Олимпийских играх»: - «Хоккеист» с надпечаткой.                                                       | 0,03 руб. | 9 марта 1964 года     | 3 000 000 | П. Бендель      |
| (ЦФА [АО «Марка»] № 2984) (Mi #2888)   |             | Серия «Победы советских спортсменов на IX зимних Олимпийских играх»: - «Лыжные гонки» с надпечаткой.                                                   | 0,04 руб. | 9 марта 1964 года     | 1 000 000 | П. Бендель      |
| (ЦФА [АО «Марка»] № 2985) (Mi #2889)   |             | Серия «Победы советских спортсменов на IX зимних Олимпийских играх»: - «Эмблема Игр» с надпечаткой.                                                    | 0,06 руб. | 9 марта 1964 года     | 1 000 000 | Е. Галицкий     |
| (ЦФА [АО «Марка»] № 2986) (Mi #2890)   |             | Серия «Победы советских спортсменов на IX зимних Олимпийских играх»: - «Биатлон» с надпечаткой.                                                        | 0,10 руб. | 9 марта 1964 года     | 1 000 000 | П. Бендель      |
| (ЦФА [АО «Марка»] № 2987) (Mi #2891)   |             | Серия «Победы советских спортсменов на IX зимних Олимпийских играх»: - «Фигурное катание» с надпечаткой.                                               | 0,12 руб. | 9 марта 1964 года     | 1 000 000 | П. Бендель      |
| (ЦФА [АО «Марка»] № 2988) (Mi #2893)   |             | Серия «Победы советских спортсменов на IX зимних Олимпийских играх»: - Олимпийская медаль.                                                             | 0,16 руб. | 9 марта 1964 года     | 3 000 000 | П. Бендель      |
| (ЦФА [АО «Марка»] № 3073) (Mi #2932 B) |             | Серия «XVIII Олимпийские игры в Токио (Япония)»: - Конкур.                                                                                             | 0,03 руб. | 27 июля 1964 года     | 1 000 000 | П. Бендель      |
| (ЦФА [АО «Марка»] № 3074) (Mi #2933 B) |             | Серия «XVIII Олимпийские игры в Токио (Япония)»: - Тяжёлая атлетика.                                                                                   | 0,04 руб. | 27 июля 1964 года     | 1 000 000 | П. Бендель      |
| (ЦФА [АО «Марка»] № 3075) (Mi #2934 B) |             | Серия «XVIII Олимпийские игры в Токио (Япония)»: - Прыжки в высоту.                                                                                    | 0,06 руб. | 27 июля 1964 года     | 1 000 000 | П. Бендель      |
| (ЦФА [АО «Марка»] № 3076) (Mi #2935 B) |             | Серия «XVIII Олимпийские игры в Токио (Япония)»: - Гребля на каноэ.                                                                                    | 0,10 руб. | 27 июля 1964 года     | 1 000 000 | П. Бендель      |
| (ЦФА [АО «Марка»] № 3077) (Mi #2936 B) |             | Серия «XVIII Олимпийские игры в Токио (Япония)»: - Брусья.                                                                                             | 0,12 руб. | 27 июля 1964 года     | 1 000 000 | П. Бендель      |
| (ЦФА [АО «Марка»] № 3078) (Mi #2937 B) |             | Серия «XVIII Олимпийские игры в Токио (Япония)»: - Фехтование.                                                                                         | 0,16 руб. | 27 июля 1964 года     | 1 000 000 | П. Бендель      |
| (ЦФА [АО «Марка»] № 3079) (Mi #2932 A) |             | Серия «XVIII Олимпийские игры в Токио (Япония)»: - Конкур.                                                                                             | 0,03 руб. | 31 июля 1964 года     | 7 000 000 | П. Бендель      |
| (ЦФА [АО «Марка»] № 3080) (Mi #2933 A) |             | Серия «XVIII Олимпийские игры в Токио (Япония)»: - Тяжёлая атлетика.                                                                                   | 0,04 руб. | 31 июля 1964 года     | 7 000 000 | П. Бендель      |
| (ЦФА [АО «Марка»] № 3081) (Mi #2934 A) |             | Серия «XVIII Олимпийские игры в Токио (Япония)»: - Прыжки в высоту.                                                                                    | 0,06 руб. | 31 июля 1964 года     | 5 000 000 | П. Бендель      |
| (ЦФА [АО «Марка»] № 3082) (Mi #2935 A) |             | Серия «XVIII Олимпийские игры в Токио (Япония)»: - Гребля на каноэ.                                                                                    | 0,10 руб. | 31 июля 1964 года     | 4 000 000 | П. Бендель      |
| (ЦФА [АО «Марка»] № 3083) (Mi #2936 A) |             | Серия «XVIII Олимпийские игры в Токио (Япония)»: - Брусья.                                                                                             | 0,12 руб. | 31 июля 1964 года     | 3 000 000 | П. Бендель      |
| (ЦФА [АО «Марка»] № 3084) (Mi #2937 A) |             | Серия «XVIII Олимпийские игры в Токио (Япония)»: - Фехтование.                                                                                         | 0,16 руб. | 31 июля 1964 года     | 3 000 000 | П. Бендель      |
| (ЦФА [АО «Марка»] № 3085) (Mi #2938)   |             | Серия «XVIII Олимпийские игры в Токио (Япония)»: - почтовый блок (или крупноформатная марка) «Гимнастка» (также: «Зелёный блок» или «Токийский блок»). | 1,00 руб. | 31 июля 1964 года     | 35 000    | Е. Анискин      |
| (ЦФА [АО «Марка»] № 3086) (Mi #2960)   |             | Серия «XVIII Олимпийские игры в Токио (Япония)»: - почтовый блок «Гимнастка».                                                                          | 1,00 руб. | 27 сентября 1964 года | 300 000   | Е. Анискин      |
| (ЦФА [АО «Марка»] № 3147) (Mi #2989)   |             | «С Новым, 1965 годом!»: - Новогодняя ёлка. | 0,04 руб. | 30 ноября 1964 года   | 2 500 000 | Игорь Коминарец |

## Комментарии
1. ↑  Ниже приведён перечень памятных художественных марок (с возможностью сортировки по номиналу, тиражу и дате введения в обращение).
2. ↑  IX зимние Олимпийские игры в Инсбруке (Австрия). На марке  (ЦФА [АО «Марка»] № 2972) — конькобежный спорт, синяя, чёрная, малиновая. Разновидность  (ЦФА [АО «Марка»] № 2972-1) без чёрной краски (без номинала). Печать офсетная, без зубцов (с широкими полями). В марочных листах 50 (5×10) марок[2][6][7].
3. ↑  IX зимние Олимпийские игры в Инсбруке (Австрия). На марке  (ЦФА [АО «Марка»] № 2973) — лыжные гонки, малиновая, чёрная, синяя. Печать офсетная, без зубцов (с широкими полями). В марочных листах 50 (5×10) марок[2][6][7].
4. ↑  IX зимние Олимпийские игры в Инсбруке (Австрия). На марке  (ЦФА [АО «Марка»] № 2974) — эмблема Игр, ультрамариновая, красная, синяя. Разновидность  (ЦФА [АО «Марка»] № 2974-1) без чёрной краски (без номинала). Печать офсетная, без зубцов (с широкими полями). В марочных листах 50 (5×10) марок[2][6][7].
5. ↑  IX зимние Олимпийские игры в Инсбруке (Австрия). На марке  (ЦФА [АО «Марка»] № 2975) — биатлон, зелёная, чёрная, малиновая. Печать офсетная, без зубцов (с широкими полями). В марочных листах 50 (5×10) марок[2][6][7].
6. ↑  IX зимние Олимпийские игры в Инсбруке (Австрия). На марке  (ЦФА [АО «Марка»] № 2976) — фигурное катание, лиловая, чёрная, светло-зелёная. Печать офсетная, без зубцов (с широкими полями). В марочных листах 50 (5×10) марок[2][6][7].
7. ↑  IX зимние Олимпийские игры в Инсбруке (Австрия). На марке  (ЦФА [АО «Марка»] № 2977) — конькобежный спорт, синяя, чёрная, малиновая. Офсет, перфорирована: рамочная зубцовка 11½ (на каждые 2 сантиметра края марки приходится 11½ зубцов). В марочных листах 50 (5×10) марок[2][6][7].
8. ↑  IX зимние Олимпийские игры в Инсбруке (Австрия). На марке  (ЦФА [АО «Марка»] № 2978) — лыжные гонки, малиновая, чёрная, синяя. Офсет, перфорирована: рамочная зубцовка 11½ (на каждые 2 сантиметра края марки приходится 11½ зубцов). В марочных листах 50 (5×10) марок[2][6][7].
9. ↑  IX зимние Олимпийские игры в Инсбруке (Австрия). На марке  (ЦФА [АО «Марка»] № 2979) — эмблема Игр, ультрамариновая, красная, синяя. Офсет, перфорирована: рамочная зубцовка 11½ (на каждые 2 сантиметра края марки приходится 11½ зубцов). В марочных листах 50 (5×10) марок[2][6][7].
10. ↑  IX зимние Олимпийские игры в Инсбруке (Австрия). На марке  (ЦФА [АО «Марка»] № 2980) — биатлон, зелёная, чёрная, малиновая. Офсет, перфорирована: рамочная зубцовка 11½ (на каждые 2 сантиметра края марки приходится 11½ зубцов). В марочных листах 50 (5×10) марок[2][6][7].
11. ↑  IX зимние Олимпийские игры в Инсбруке (Австрия). На марке  (ЦФА [АО «Марка»] № 2981) — фигурное катание, лиловая, чёрная, светло-зелёная. Офсет, перфорирована: рамочная зубцовка 11½ (на каждые 2 сантиметра края марки приходится 11½ зубцов). В марочных листах 50 (5×10) марок[2][6][7].
12. ↑  IX зимние Олимпийские игры в Инсбруке (Австрия). Чёрная типографская надпечатка «Советские женщины-конькобежцы — сильнейшие в мире» на марке  (ЦФА [АО «Марка»] № 2977) — конькобежный спорт, синяя, чёрная, малиновая. Офсет, перфорирована: рамочная зубцовка 11½ (на каждые 2 сантиметра края марки приходится 11½ зубцов). В марочных листах 50 (5×10) марок[2][6][9].
13. ↑  IX зимние Олимпийские игры в Инсбруке (Австрия). Надпись «Советские хоккеисты — чемпионы зимней Олимпиады, Мира и Европы» на марке  (ЦФА [АО «Марка»] № 2983) — хоккеисты, красная, чёрная, сине-зелёная. Глубокая печать, перфорирована: рамочная зубцовка 11½ (на каждые 2 сантиметра края марки приходится 11½ зубцов). В марочных листах 50 (5×10) марок[2][6][9].
14. ↑  IX зимние Олимпийские игры в Инсбруке (Австрия). Чёрная типографская надпечатка «Советские лыжницы — сильнейшие в мире» на марке  (ЦФА [АО «Марка»] № 2978) — лыжные гонки, малиновая, чёрная, синяя. Офсет, перфорирована: рамочная зубцовка 11½ (на каждые 2 сантиметра края марки приходится 11½ зубцов). В марочных листах 50 (5×10) марок[2][6][9].
15. ↑  IX зимние Олимпийские игры в Инсбруке (Австрия). Чёрная типографская надпечатка «Слава советским спортсменам — победителям IX зимней Олимпиады!» на марке  (ЦФА [АО «Марка»] № 2979) — эмблема Игр, ультрамариновая, красная, синяя. Офсет, перфорирована: рамочная зубцовка 11½ (на каждые 2 сантиметра края марки приходится 11½ зубцов). В марочных листах 50 (5×10) марок[2][6][9].
16. ↑  IX зимние Олимпийские игры в Инсбруке (Австрия). Чёрная типографская надпечатка «Советские биатлонисты — сильнейшие в мире» на марке  (ЦФА [АО «Марка»] № 2980) — биатлон, зелёная, чёрная, малиновая. Офсет, перфорирована: рамочная зубцовка 11½ (на каждые 2 сантиметра края марки приходится 11½ зубцов). В марочных листах 50 (5×10) марок[2][6][9].
17. ↑  IX зимние Олимпийские игры в Инсбруке (Австрия). Чёрная типографская надпечатка «Советские фигуристы — первые победители IX зимней Олимпиады» на марке  (ЦФА [АО «Марка»] № 2981) — фигурное катание, лиловая, чёрная, светло-зелёная. Офсет, перфорирована: рамочная зубцовка 11½ (на каждые 2 сантиметра края марки приходится 11½ зубцов). В марочных листах 50 (5×10) марок[2][6][9].
18. ↑  IX зимние Олимпийские игры в Инсбруке (Австрия). Надпись «Инсбрук 1964, триумф Советского спорта: 11 золотых, 8 серебряных, 6 бронзовых медалей» на марке  (ЦФА [АО «Марка»] № 2988) — медаль Олимпиады, серо-коричневая, кирпично-оранжевая. Глубокая печать, перфорирована: рамочная зубцовка 11½ (на каждые 2 сантиметра края марки приходится 11½ зубцов). В марочных листах 50 (5×10) марок[2][6][9].
19. ↑  XVIII Олимпийские игры в Токио (Япония). На марке  (ЦФА [АО «Марка»] № 3073) — скачки, многоцветная. Глубокая печать, без зубцов (с широкими полями). В марочных листах 50 (5×10) марок[2][6][10].
20. ↑  XVIII Олимпийские игры в Токио (Япония). На марке  (ЦФА [АО «Марка»] № 3074) — тяжёлая атлетика, многоцветная. Глубокая печать, без зубцов (с широкими полями). В марочных листах 50 (5×10) марок[2][6][10].
21. ↑  XVIII Олимпийские игры в Токио (Япония). На марке  (ЦФА [АО «Марка»] № 3075) — прыжки в высоту, многоцветная. Глубокая печать, без зубцов (с широкими полями). В марочных листах 50 (5×10) марок[2][6][10].
22. ↑  XVIII Олимпийские игры в Токио (Япония). На марке  (ЦФА [АО «Марка»] № 3076) — гребля на каноэ, фон — сине-зелёный. Глубокая печать, без зубцов (с широкими полями). В марочных листах 50 (5×10) марок[2][6][10].
23. ↑  XVIII Олимпийские игры в Токио (Япония). На марке  (ЦФА [АО «Марка»] № 3077) — брусья, многоцветная. Глубокая печать, без зубцов (с широкими полями). В марочных листах 50 (5×10) марок[2][6][10].
24. ↑  XVIII Олимпийские игры в Токио (Япония). На марке  (ЦФА [АО «Марка»] № 3078) — фехтование, многоцветная. Глубокая печать, без зубцов (с широкими полями). В марочных листах 50 (5×10) марок[2][6][10].
25. ↑  XVIII Олимпийские игры в Токио (Япония). На марке  (ЦФА [АО «Марка»] № 3073) — скачки, многоцветная. Глубокая печать, перфорирована: рамочная зубцовка 11½ (на каждые 2 сантиметра края марки приходится 11½ зубцов). В марочных листах 50 (5×10) марок[2][6][10].
26. ↑  XVIII Олимпийские игры в Токио (Япония). На марке  (ЦФА [АО «Марка»] № 3074) — тяжёлая атлетика, многоцветная. Глубокая печать, перфорирована: рамочная зубцовка 11½ (на каждые 2 сантиметра края марки приходится 11½ зубцов). В марочных листах 50 (5×10) марок[2][6][10].
27. ↑  XVIII Олимпийские игры в Токио (Япония). На марке  (ЦФА [АО «Марка»] № 3075) — прыжки в высоту, многоцветная. Глубокая печать, перфорирована: рамочная зубцовка 11½ (на каждые 2 сантиметра края марки приходится 11½ зубцов). В марочных листах 50 (5×10) марок[2][6][10].
28. ↑  XVIII Олимпийские игры в Токио (Япония). На марке  (ЦФА [АО «Марка»] № 3076) — гребля на каноэ, фон — сине-зелёный. Глубокая печать, перфорирована: рамочная зубцовка 11½ (на каждые 2 сантиметра края марки приходится 11½ зубцов). В марочных листах 50 (5×10) марок[2][6][10].
29. ↑  XVIII Олимпийские игры в Токио (Япония). На марке  (ЦФА [АО «Марка»] № 3077) — брусья, многоцветная. Глубокая печать, перфорирована: рамочная зубцовка 11½ (на каждые 2 сантиметра края марки приходится 11½ зубцов). В марочных листах 50 (5×10) марок[2][6][10].
30. ↑  XVIII Олимпийские игры в Токио (Япония). На марке  (ЦФА [АО «Марка»] № 3078) — фехтование, многоцветная. Глубокая печать, перфорирована: рамочная зубцовка 11½ (на каждые 2 сантиметра края марки приходится 11½ зубцов). В марочных листах 50 (5×10) марок[2][6][10].
31. ↑  XVIII Олимпийские игры в Токио (Япония). Почтовый блок (или крупноформатная марка) 90×70 «Гимнастка», фон зелёный, с 6-тизначным номером. Автотипия на мелованной бумаге, без зубцов. «Зелёный блок» или «Токийский блок»[11] — филателистическое название первого изданного в СССР номерного почтового блока, выпущенного 31 июля 1964 года в ознаменование XVIII Олимпийских игр в Токио  (ЦФА [АО «Марка»] № 3085)  (Mi #2938) или  (Mi #Block33). Относится к наиболее редким выпускам (официальный тираж всего 35 000 экземпляров)[11]. Внимание! Требуется экспертиза: известны подделки номерного блока с хорошей полиграфией[2][12][13][14].
32. ↑  XVIII Олимпийские игры в Токио (Япония). Почтовый блок 90×70 «Гимнастка», многоцветная (фон жёлто-красно-коричневый), без номера. Автотипия на мелованной бумаге, без зубцов[2][12][16][14].
33. ↑  Новогодняя марка «С Новым, 1965 годом!»: на многоцветной марке  (ЦФА [АО «Марка»] № 3147) — Новогодняя ёлка. Глубокая печать с рельефным тиснением, перфорирована: рамочная зубцовка 11½ (на каждые 2 сантиметра края марки приходится 11½ зубцов). В марочных листах 50 (10×5)[2][17][18].